# Eatonina
Eatonina is een geslacht van zeeslakken uit de familie van de Cingulopsidae. De wetenschappelijke naam is voor het eerst gepubliceerd in 1897 door Johannes Thiele, als een ondergeslacht van Eatoniella. Hij bracht er de nieuwe soort Eatoniella pusilla in onder, die ontdekt was tijdens de Duitse Zuidpoolexpeditie van 1901-1903 nabij de eilanden Saint-Paul en Amsterdam.

## Soorten
- Eatonina albachiarae Perugia, 2011
- Eatonina ardeae Ponder & Yoo, 1980
- Eatonina atomaria (Powell, 1933)
- Eatonina capricornea (Hedley, 1907)
- Eatonina caribaea (Faber, 2005)
- Eatonina colorata Ponder & Yoo, 1980
- Eatonina condita Ponder & Yoo, 1980
- Eatonina cossurae (Calcara, 1841)
- Eatonina crassicarinata (Powell, 1937)
- Eatonina dilecta (Turton, 1932)
- Eatonina fulgida (Adams J., 1797)
- Eatonina fulvicolumella Ponder & Yoo, 1980
- Eatonina fusca (d'Orbigny, 1840)
- Eatonina fuscoelongata Rolán & Hernández, 2006
- Eatonina halia (Bartsch, 1915)
- Eatonina hedleyi Ponder & Yoo, 1980
- Eatonina heliciformis Ponder & Yoo, 1980
- Eatonina hutchingsae Ponder & Yoo, 1980
- Eatonina kitanagato Fukuda, Nakamura & Yamashita, 1998
- Eatonina lactea Ponder & Yoo, 1980
- Eatonina laurensi Moolenbeek & Faber, 1991
- Eatonina lirata Ponder & Yoo, 1980
- Eatonina lunata (Laseron, 1956)
- Eatonina maculosa Ponder, 1965
- Eatonina martae Rolán & Templado, 1993
- Eatonina matildae Rubio & Rodriguez Babio, 1996
- Eatonina micans (Webster, 1905)
- Eatonina ochroleuca (Brusina, 1869)
- Eatonina ordofasciarum Rolán & Hernández, 2006
- Eatonina pulicaria (Fischer, 1873)
- Eatonina pumila (Monterosato, 1884)
- Eatonina pusilla (Thiele, 1912)
- Eatonina rubicunda Ponder & Yoo, 1980
- Eatonina rubrilabiata Ponder & Yoo, 1980
- Eatonina sanguinolenta Ponder & Yoo, 1980
- Eatonina shirleyae Ponder & Yoo, 1980
- Eatonina striata Ponder & Yoo, 1980
- Eatonina subflavescens (Iredale, 1915)
- Eatonina vermeuleni Moolenbeek, 1986
- Eatonina voorwindei Ponder & Yoo, 1980